# Xiaoyang, Fujian
Xiaoyang (kinesiska: 晓阳) är en köping i sydöstra Kina. Den ligger i Fu'an i staden Ningde i provinsen Fujian, omkring 120 kilometer norr om provinshuvudstaden Fuzhou. Antalet invånare är 6 781. Befolkningen består av 3 110 kvinnor och 3 671 män. Barn under 15 år utgör 16,0 %, vuxna 15-64 år 69 %, och äldre över 65 år 13,0 %.